# زاغمرز
زاغمرز از توابع بخش مرکزی شهرستان بهشهر در استان مازندران ایران است. طبق سرشماری سال ۱۳۹۵ جمعیت زاغمرز از جمعیت ۲۰ شهر در استان مازندران بیشتر است  ولی هنوز یک روستاست که به دلیل حضور شرکت صنعتی دریایی ایران (صدرا)، بندر امیرآباد، نیروگاه سیکل ترکیبی شهید سلیمی نکا، شرکت ملی نفت ایران و شبه جزیره میانکاله و… قطب گردشگری و اقتصادی و تجاری شرق مازندران می باشد. عمده محصولات تولیدی زاغمرز و حومه آن را مرکبات، برنج و هندوانه تشکیل می‌دهد.

## جمعیت
زاغمرز در دهستان میان کاله قرار دارد و براساس سرشماری مرکز آمار ایران در سال ۱۳۹۵، جمعیت آن ۵٬۹۳۲ نفر (۱٬۹۰۲ خانوار) بوده‌است. 